# 宝西街道
宝西街道，是中华人民共和国河南省新乡市凤泉区下辖的一个乡镇级行政单位。

## 行政区划
宝西街道下辖以下地区：
宝西社区、白鹭社区、锦园社区、星湖花园社区和耿庄花园社区。